# Campionat del món de ciclisme en pista de 1926
El Campionat Mundial de Ciclisme en Pista de 1926 es va celebrar a Milà i Torí (Itàlia) del 24 de juliol a l'1 d'agost de 1926.
Les competicions de velocitat es van realitzar a Milà i la de Mig fons darrere moto a Torí. En total es va competir en 3 disciplines, 2 de professionals i 1 d'amateurs.

## Resultats

### Professional
| Prova                | Or                            | Argent                  | Bronze                  |
| Velocitat individual | Piet Moeskops · Països Baixos | Cesare Moretti · Itàlia | Lucien Michard · França |
| Darrere moto         | Victor Linart · Bèlgica       | Gustave Ganay · França  | Paul Suter · Suïssa     |

#### Amateur
| Prova                | Or                         | Argent                 | Bronze                           |
| Velocitat individual | Avanti Martinetti · Itàlia | Léon Galvaing · França | Antoine Mazairac · Països Baixos |

## Medaller
| Pos. | País          | Or | Plata | Bronze | Total |
| 1    | Itàlia        | 1  | 1     | 0      | 2     |
| 2    | Països Baixos | 1  | 0     | 1      | 2     |
| 3    | Bèlgica       | 1  | 0     | 0      | 1     |
| 4    | França        | 0  | 2     | 1      | 3     |
| 5    | Suïssa        | 0  | 0     | 1      | 1     |